# قداس الموت (موزارت)

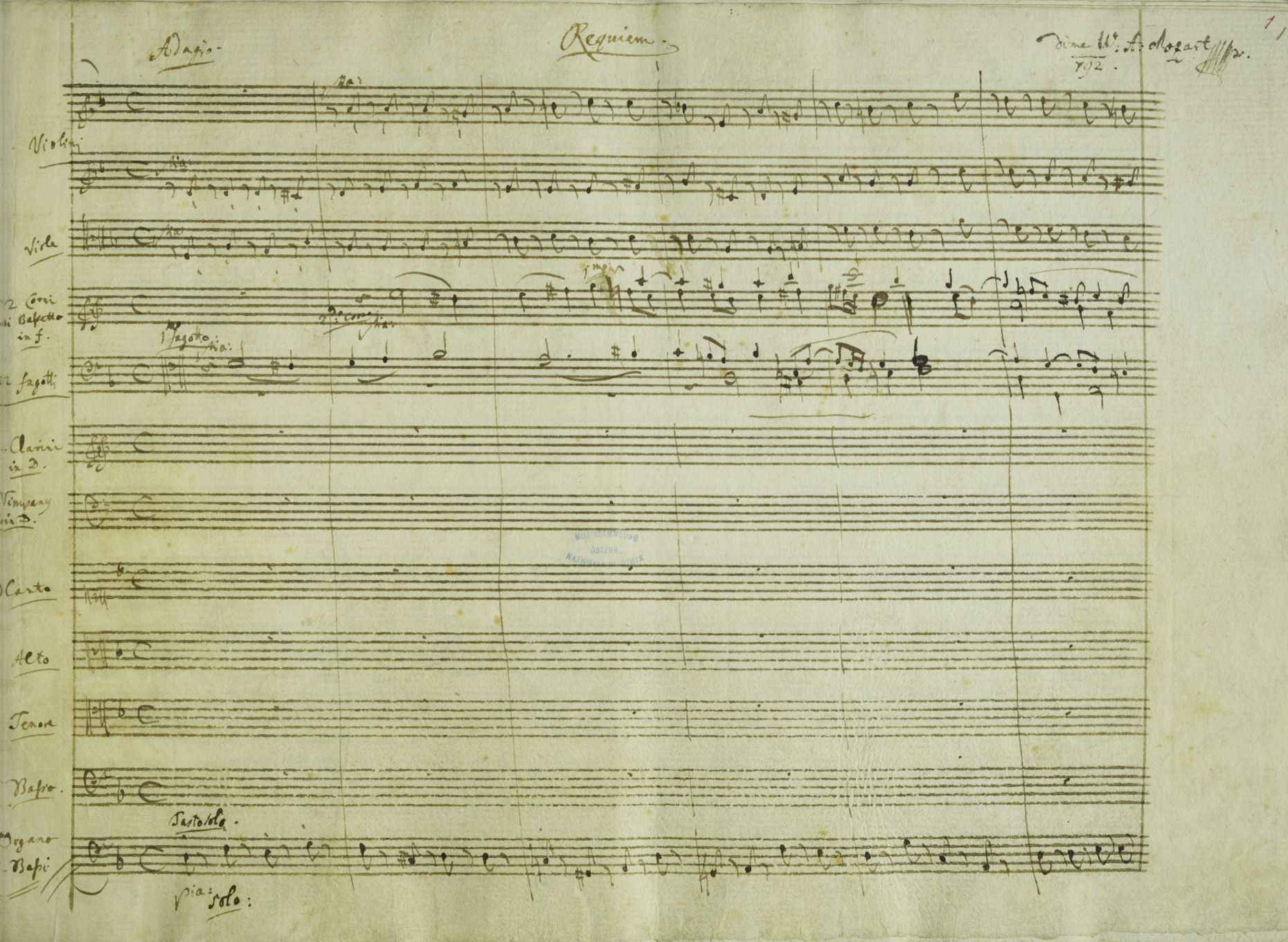
قداس الموت لموزارت

قداس الموت (باللاتينية: Requiem Mass in D minor) وهي سمفونية أو معزوفة ألفها فولفغانغ أماديوس موتسارت في سنة 1791 في فيينا قبل وفاته ولم يكملها كلها فاكملها طالبه فرانز خافير سوسماير وأرسلها إلى الكونت فرانز فون فازليغ التي ماتت زوجته وعندما عزفها في قداس موت زوجته عرف الناس أنها من تأليف موزارت، يقال بأنه طُلب من موزارت تأليف هذه المقطوعة حيث كان يعرف بأن موته كان قريب بسبب إصابته بمرض السل وثم ألفها لكن توفي ولم يستطع أن يكملها، المعزوفة مكونة من آلات 2 قرن باسيت و 2 بوق و 2 باسون و مترددة و 2 طبل وكمان وتتضمن السوبرانو و كونترالتو و باس.